# Joseph E. Murray
For the former commissioner of the Royal Canadian Mounted Police, see Joseph Philip Robert Murray.
Joseph E. Murray (1 tháng 4 năm 1919 - 26 tháng 11 năm 2012), được trao giải Nobel Sinh lý và Y khoa năm 1990. Ông là bác sĩ đầu tiên trên thế giới thực hiện ghép thận thành công. Ông từng theo học 4 năm tại Trường y khoa Harvard, đây chính là nền tảng cho tất cả những gì ông đã từng ước mơ thời thơ ấu.

## Cuộc đời
Murray quan tâm nhiều về mô & cơ quan cấy ghép từ khi ông còn là bác sĩ tại Bệnh viên thung lũng Forge General ở Pennsylvania.
Ông từng làm việc với tư cách bác sĩ - trung úy thực tập 9 tháng tại một trung tâm phẫu thuật tạo hình trong thời gian cuộc Chiến tranh thế giới thứ hai. Trong suốt thời gian quân ngũ, Murray đã chăm sóc rất nhiều bệnh nhân bỏng & nhiều lần thực hiện cấy ghép da trên những bệnh nhân có diện bỏng quá rộng, bằng giải pháp lấy da của người khác thay cho việc lấy từ các vị trí lành trên cơ thể người bệnh.
Thành công lớn nhất của ông đó là việc ghép hoàn hảo một quả thận từ một người trong cặp sinh đôi đồng trứng (sinh đôi cùng trứng). Ngay sau đó, ông đã chứng minh rằng phương pháp này cũng có thể thực hiện giữa các cá thể không hoàn toàn giống nhau về gen với điều kiện tiên quyết là ngăn chặn sự miễn dịch một cách tối ưu. Sau này việc ngăn chặn sự đào thải đã được cải thiến thành công, hàng chục ngàn ca ghép thân đã được thực hiện trên thế giới mỗi năm & sự tồn tại lâu dài của phần ghép từng bước được cải thiện.

## Quan niệm
"Tôi chỉ có một mong muốn là sẽ có 10 cuộc đời hoặc nhiều hơn nữa để sống trên hành tinh này. Nếu điều đó là có thể, tôi sẽ dành mỗi quãng đời cho mỗi lĩnh vực phôi thai học, gen học, vật lý học, vũ trụ học và địa lý học. Các quãng đời khác sẽ là một nghệ sĩ piano, một người sống trong rừng, một vận động viên tennis, hoặc một người viết địa lý quốc gia"